# Саламандра (геральдика)
У геральдиці саламандра символізує сталість, опір злу і ворогам, військову доблесть, адже вважалося, що вона може встояти серед полум'я. З цієї причини її представляють подібною до ящірки, з довгою шиєю, язиком і хвостом, який закінчується стрілою, завжди розміщеною в профіль і спираючись на палаючі жарини, з яких виходить полум'я. Її голова часто перевернута догори дриґом, вивергаючи полум'я. Природна саламандра представлена рідко.
Яскравим прикладом використання саламандри як геральдичного символу є приклад Франциска I, короля Франції, який обрав цю тварину своїм символом, пов'язавши її з девізом на латині Nutrisco et extinguo, який переймає одну з легендарних характеристик тварина, яка вважалася здатною розпалювати «добрий вогонь» і гасити «поганий». Зображення такої емблеми знайдено в оздобленні вікна замку XVI століття в замку Азе-ле-Ридо.

## Галерея зображень

Зелена саламандра
Золота саламандра (Женева, Франція)
Червона саламандра у голові (Ле Меніль-ле-Руа, Франція)
Герб муніципалітету Сальсомаджоре Терме
Срібна глава з натуральною саламандрою (Ретувка, Чехія)